# Jacques-Louis de la Hamayde de Saint-Ange
Jacques-Louis de La Hamayde de Saint-Ange dit Saint-Ange, né à Paris le 28 avril 1780 et mort dans la même ville le 3 mai 1860, est un dessinateur et peintre français.

## Biographie
Après avoir étudié auprès de l'architecte Antoine Vaudoyer, Saint-Ange rejoint les architectes Percier et Fontaine. Il est ensuite employé par Alexandre de Gisors et Louis-Pierre Baltard, assistant ce dernier dans la rédaction de son livre consacré aux monuments parisiens.
L'architecte Alexandre-Théodore Brongniart, inspecteur du Mobilier impérial, le charge de « créer des dessins pour les différentes manufactures à la charge de l'administration ». Il commence alors une longue carrière de peintre, délivrant des dessins de style néoclassique pour la confection de tapisseries et de tapis pour les manufactures impériales (manufacture d'Aubusson), puis royales, après la chute de Napoléon Ier. Il est ainsi nommé dessinateur au Mobilier impérial en 1810, redevenu Garde-meuble de la Couronne en 1816, avant de devenir dessinateur de la chambre de Monsieur (le comte d'Artois, futur Charles X) le 26 janvier 1819. À ce poste il réalise, entre autres, les dessins pour le tapis de chœur de la cathédrale Notre-Dame de Paris, commandés le 15 septembre 1825. Il réalisa également les tissus du mobilier de la chambre du Roi au palais des Tuileries, commandé par Louis XVIII en 1817,,.
Saint-Ange meurt le 3 mai 1860, à son domicile parisien du 19, cour du Commerce.